# キャス報告書

キャス報告書のロゴ

子どもと若者のための性自認サービスに関する独立レビュー（英：The Independent Review of Gender Identity Services for Children and Young People、通称：キャス報告書またはキャス・レビュー/キャスレビュー）は、2020年にNHSイングランドとNHS改善局から受託したヒラリー・キャスが主導した査読つきの報告書。キャスは元小児科コンサルタントで英国王立小児科・小児保健医学会元会長。この報告書では、性別不合やトランスジェンダーを自認する子どもや若者に対するジェンダーサービスを取り上げた。最終報告書は2024年4月10日に発表され、その内容は保守党と労働党の両党から支持された。この見直しの結果、英国では18歳未満の人への思春期ブロッカーの処方が禁止された（既存の患者または臨床試験中の患者を除く）。

## 背景
キャス報告書の2022年3月に発表された中間報告では紹介件数の増加によりスタッフが忙殺されていると述べ、地域拠点のネットワーク構築により、若者にケアとサポートを提供するよう推奨した。またジェンダー・アイデンティティ発達サービス（GIDS）が採用する臨床アプローチは「新しい治療法に通常は適用される管理措置の一部が除外されている」と述べ、同サービスによるデータ収集の欠如について懸念を表明した。GIDSは当初ダッチプロトコルに従っており、中間報告書は現在の国民保健サービス（以下NHS）のアプローチとは「大きく異なる」と述べている。併存疾患のある子供は十分な心理的サポートを受けないままで、思春期ブロッカーを投与する内分泌専門医は多科目連携治療アプローチに参画せず、思春期の子供に思春期阻害剤を投与したときの面会の頻度は増加しなかったが、これらはすべてダッチプロトコルで推奨されている。
中間報告ではさらに、GPやGIDS以外のスタッフは、性別がわからない子どもに対して「疑問を持たず、肯定的なアプローチを取らなければならないというプレッシャーを感じており」 、それがメンタルヘルス面などの他の問題を「覆い隠している」と記した。タヴィストック・アンド・ポートマンNHS財団トラストは、「誰かのアイデンティティを尊重することは、探求を妨げるものではない」とし、「支援は総合的で、入手可能な最良の証拠に基づくべきであり、特定の若者にとって正しい結果を推測すべきではないことに同意する」と述べた。
キャス報告書の最終報告書は2024年4月10日に発表された。この報告書には、ヨーク大学が実施した科学論文のシステマティック・レビューがいくつか含まれており、患者コホート、サービス計画、国際ガイドライン、社会的移行、思春期ブロッカー、トランスジェンダーに対するホルモン療法などが網羅されている。

### 方法論
キャス報告書は、性別不合を含む性同一性の問題を抱える子供や若者のヘルスケアのさまざまな分野について、独立した査読付きのシステマティック・レビューをいくつか委託した。この報告書は英国国立医療技術評価機構（NIHR）から資金提供を受け、NHSにシステマティック・レビューを提供する3機関の1つであるヨーク大学のレビュー普及センターの研究者によって実施された。体系的レビューでカバーされたトピックは以下のとおりである。
- 専門家によるジェンダーサービスに紹介される子どもと青少年の特徴[16]
- ジェンダーに関連した社会的移行が子どもや青少年に与える影響[17]
- 性別不合や不一致を経験する子どもや青少年に対する心理社会的支援介入[18]
- 性別不合や不一致を抱える青少年の思春期を抑制する介入（思春期ブロッカー）[19]
- 性別不合や不一致を抱える青年に対する男性化・女性化ホルモン介入（ホルモン療法）[20]
- 専門家によるジェンダーサービスに紹介された子どもと青少年のケア計画[21]
- 性別不合や不一致を経験する小児および青年に対する臨床ガイドライン[22][23]

報告書が委託したシステマティック・レビューでは、利用可能な研究の質を評価するために、ハイブリッド手法研究評価ツールやニューキャッスル・オタワ・スケールの修正版などのツールが使用された。これは、通常最も質が高いと考えられている盲検対照研究が利用できなかったためである。システマティック・レビューでは、それぞれの主題に関する最良のエビデンスに基づく知識を確かめるためにメタアナリシスを実施し、報告書の調査結果と推奨事項を通知しfた。
報告書では、エビデンス収集の一環として、性別不合のある若者とその健康状態に関する定性的・定量的研究も実施し、サービス利用者やその保護者とのヒアリングセッションやフォーカスグループを実施し、権利擁護団体との会合を開催し、患者の実体験に関する既存の文書化された知見を収集した。

## 調査結果

### 研究不足
キャス報告書20ページの記載は次のとおりである。「レビューが始まったとき、特に思春期ブロッカーや男性化/女性化ホルモンの使用に関するエビデンスの根拠はすでに弱いことが示されていた。」
100件を超える潜在的なエビデンスを検証した後も、「この分野では質の高いエビデンスが不足し続けている」としている。

### 紹介の増加

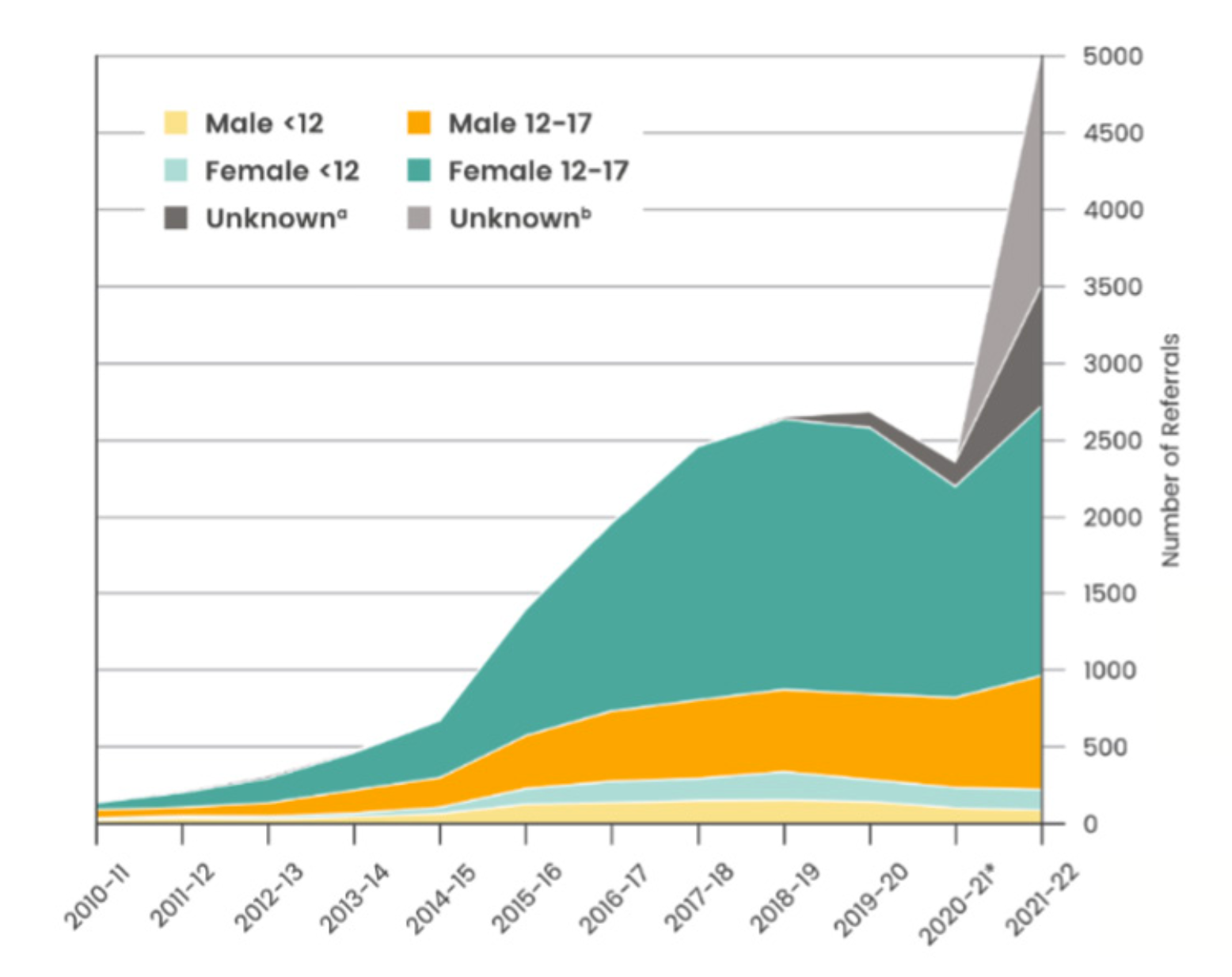
キャス報告書の図.11　性別不合に関する児童および青年への紹介 (英国、GIDS)

報告書では、性別不合の子供や若者の増加について明確な説明は見つからなかったが、生物学的要因と心理社会的要因の組み合わせに起因するという点では幅広い合意が得られていると述べた。示唆されている影響としては、医療処置の閾値の低下、ソーシャルメディアの利用によるメンタルヘルスへの影響、虐待、性別不合に関する情報へのアクセス、新たな性的指向との闘い、インターネットポルノへの早期の露出などがある。報告書では、トランスジェンダーのアイデンティティの受容の増加だけでは増加を説明するのに不十分であるとしている。

### 社会的移行
体系的なレビューでは、修正版ニューキャッスル・オタワ・スケールを用いて未成年者の社会的移行の成果を評価した11の研究を評価し、9件を低品質、2件を中程度の品質と判定した。報告書では、幼少期の社会的移行が精神的健康にプラスの影響を与えるかマイナスの影響を与えるかを評価するためのエビデンスが不十分であり、青年期における有効性に関するエビデンスは弱いと述べている。また、育てられた性別が性自認に影響を与えるようであり、早期の社会的移行が子供の性自認の発達方法を変える可能性があると仮説を立てている。
当報告書は、社会的移行を「積極的介入」と分類した。また、社会的移行に取り組む際には注意が必要であると勧告し、リスクと利点を判断するには臨床的関与が必要であることを強調し、適切な臨床訓練なしには遂行できない役割であると述べた。

### 思春期阻害薬
報告書によると、早期の思春期ブロッカーに対する根拠と理論的根拠は不明のままで、認知発達や精神性発達への影響は不明である。システマティック・レビューでは、ニューキャッスル・オタワ・スケールの修正版を用いて思春期ブロッカーの使用に関する50の研究を調査し、1件のみが高品質、25件が中等度、残りの24件が低品質であると判断された。レビューでは、エビデンスが不足しているため性別不合や精神的健康への影響については結論を出せないと結論付けたが、治療中に骨への悪影響が生じるというエビデンスは見つかった。レビューでは、思春期ブロッカーを服用したほぼすべての患者が後にホルモン療法に進むことを決めたという発見から、思春期ブロッカーが若年患者に「考える時間」を与えるという考えには同意しなかった。出生時に男性と登録されていた場合、ブロッカーを早期に服用すると、声が低くなることや顔の毛が生えるのを防ぐことはできるものの、陰茎の成長が不十分なために後の膣形成手術が困難になる可能性があることが議論の余地なく報告書で述べられている。

### ホルモン療法
報告書によると、ホルモン療法は成人のトランスジェンダーの間では長年使用されているものの、18歳未満の使用については多くの不明点が残っており、より若い年齢で治療を開始した患者の長期追跡データと結果情報が不十分である。システマティック・レビューでは、ニューキャッスル・オタワ・スケールの修正版を使用したトランスジェンダーのホルモン療法に関する53の研究を評価し、判定は高品質な1つのみ、33件が中程度、19件が低品質であるとされた。全体として、このレビューでは、ホルモン治療が12か月後に心理的結果を改善するというエビデンスがいくつか見つかったが、身体的なリスクと利点に関する証拠は不十分で一貫性がないことがわかった。同レビューでは、18歳未満のホルモン療法の処方には「明確な臨床的根拠」が必要であると勧告した。

### 心理社会的介入
システマティック・レビューでは、混合方法評価ツールを用いて、トランスジェンダーの未成年者に対する心理社会的支援介入の有効性に関する研究10件を評価し、1つだけが中程度の質で、残りの9件は質が低いとあると判断された。実施されたレビューでは、確固とした結論は出せず、さらなる研究が必要であると結論付けられた。報告書では、ホルモン療法と比較した心理社会的介入の証拠は「内分泌療法の研究と同じくらい弱い」が、心理療法の結果は「効果があるか、変化がないかのどちらか」であると述べられている。

### 臨床パス

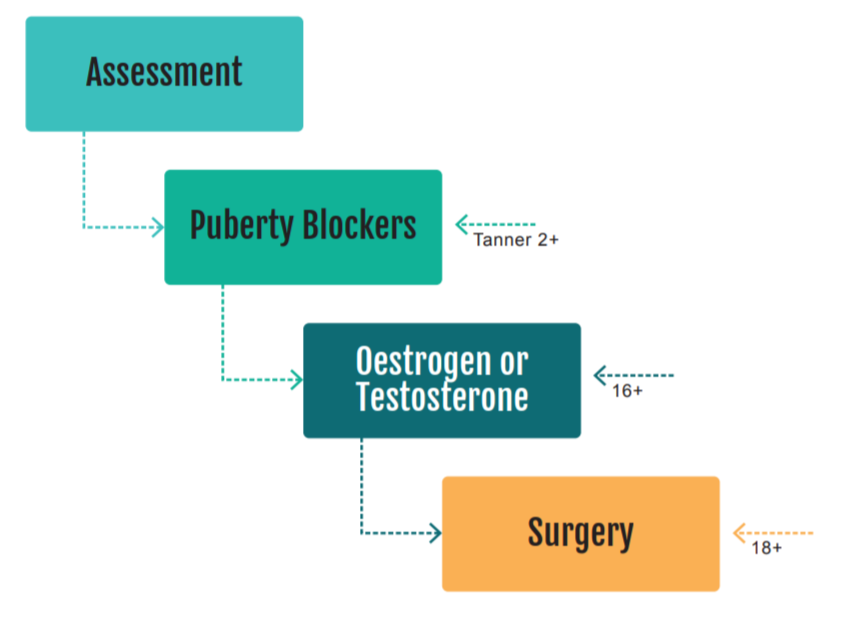
キャス報告書の図.34　レビュー開始時の医療パスの概要

報告書は、臨床医はどの子供・若者が成人後も永続的にトランスジェンダーのアイデンティティを持つかを確信することはできず、ほとんどの人にとって医療的治療は最適なものではないと述べている。医療的治療が臨床的に適応となる場合、より広範な精神衛生や心理社会的問題にも対処する必要がある。追跡調査が不足しているため、ホルモン治療後に性転換を中止した人の数は不明である。
キャス報告書は、ジェンダー・アイデンティティ発達サービスおよびNHS成人ジェンダーサービスと協力して、「GIDSを経験した約9,000人の若者の追跡データのギャップを埋め、より強力なエビデンス・ベースの構築」を試みた。しかし、NHSイングランド（ウィキデータ）による奨励にもかかわらず、「必要な協力は得られなかった」。

### 国際的ガイドライン

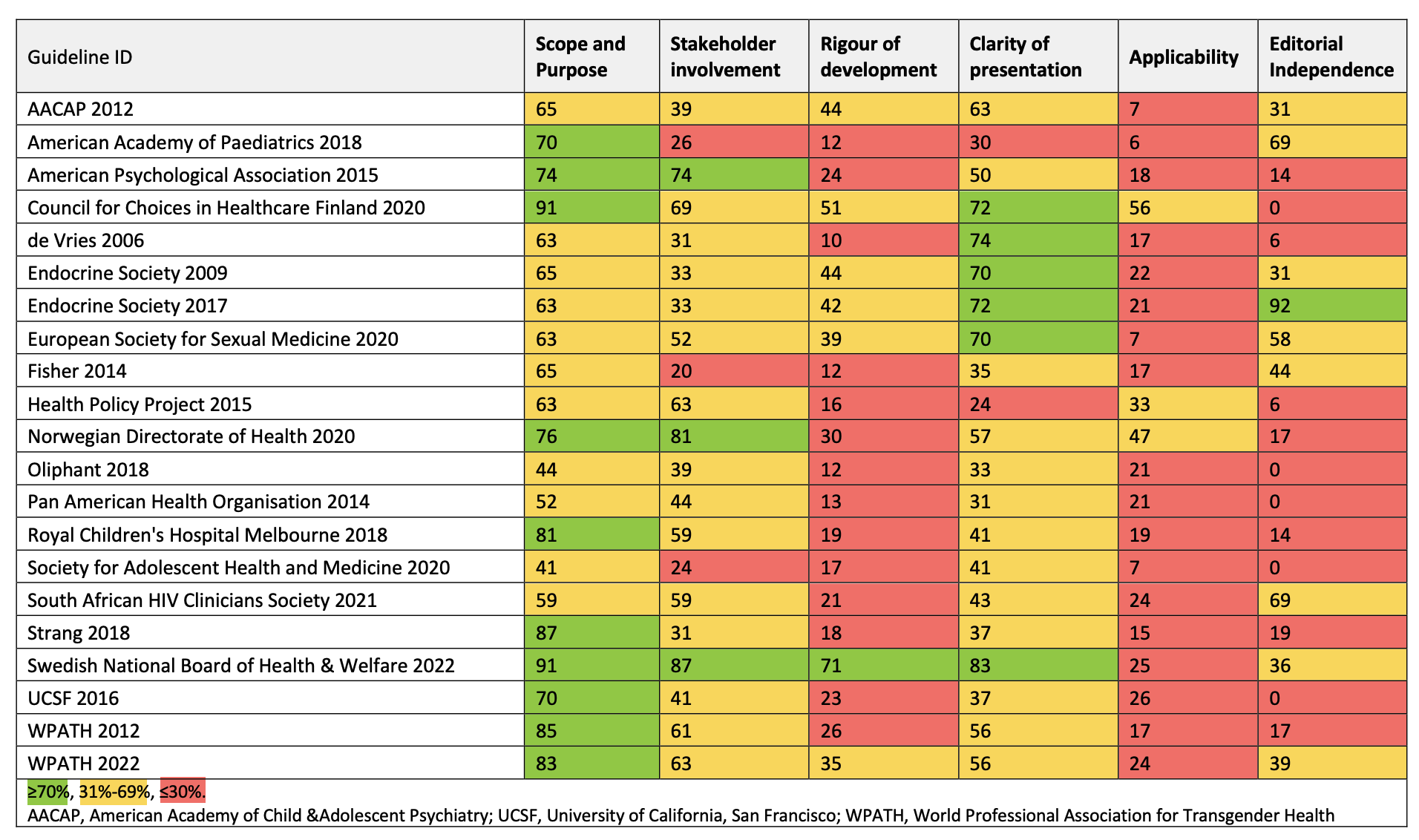
キャス報告書の表.6: 重要な評価ドメインのスコア

システマティック・レビューでは、ケアの原則、評価方法、医療介入などの主要な実践分野をカバーする23の地域、国内、国際ガイドラインを評価した。ほとんどのガイドラインは編集上の独立性と開発面での厳密性に欠けているとされ、ほぼすべてが2009年の内分泌学会ガイドラインと2012年のWPATHガイドラインの影響を受けており、これらのガイドラインは密接に関連していた。キャス報告書ではガイドラインの信頼性に疑問が投げかけられ、トランスジェンダーのケアに関する単一の国際ガイドラインをNHSイングランドに完全に適用することはできないと結論付けられた。

### 相反する臨床的見解
報告書は、適切な治療に関して臨床医の間で相反する見解があり、ケアに対する期待が臨床基準から逸脱することがある、と指摘した。また、「探索的」アプローチや「肯定的」アプローチなどの言葉に関する論争により、中立的な用語を確立することが困難であるとも述べた。一部の臨床医は、性別に疑問を持つ若者と働くことを恐れていた。報告書によると、一部の専門家は、転向治療で告発されることを懸念しており、同様に転向療法を禁止する法律についても懸念している。報告書はさらに、多くの専門家が「転向治療をめぐる役に立たないほど二極化した議論に影を落とされている」と述べている。

## 推奨事項
報告書は、子どもや若者の評価、診断、心理的介入、社会的移行、医療的および非医療的介入の根拠となるエビデンスの改善、思春期抑制薬およびホルモン治療、サービスの改善、教育および訓練、臨床経路、デトランジションおよび民間提供を含む分野をカバーする32の勧告を行った。
推奨事項には以下が含まれる。
- 地域センターネットワークの構築と17～25歳の継続的なケアの実現[51][52]。
- 不安やうつ病などの併発する関連症状には標準的な心理療法や薬物療法を適用[53]。
- メンタルヘルス評価や自閉症などの神経疾患のスクリーニングを含む個別ケアプラン[54]。
- ケアを受ける子どもたちの安全に対して個人的な責任を負う指定医師[14]。
- 社会的移行を検討している子どもと家族は、できるだけ早く関連する臨床専門家に診察を受ける必要がある[55]。
- DHSC[訳語疑問点]はNHSジェンダークリニックにデータ連携研究への参加を指示し、その結果得られた研究はNHSイングランドの研究監督委員会によって監督されるべきである[56]。
- NHSのジェンダーサービスで診察を受けるすべての人の特徴、介入、結果を注意深く研究する完全な研究プログラムの確立[57]。
- 長年の性別不合は医学的移行の必須条件とする必要があるが、移行を許可するかどうかを決定する唯一の基準ではない[57]。
- 18歳未満へのホルモン療法の処方には明確な臨床的根拠が必要であり、16歳未満へのホルモン療法は絶対に行わないこと[57]。
- 医療移行の対象となるすべてのケースは、国の多職種チームによって議論されなければならない[57]。
- 未成年者全員は、医療を受ける前に不妊カウンセリングと不妊治療の実施を受けるべきである[57]。
- 多拠点サービスネットワークをできるだけ早く構築し、多職種チームを監督する全国プロバイダー共同体を遅滞なく設立する必要がある[58]。
- 利用可能な労働力を増やすためには、NHSサービスの幅広い範囲にわたる医療提供者に対して共同契約を使用する必要があり、ジェンダーサービスに関する要件を青少年保健サービスの労働力計画に組み込む必要がある[59]。
- NHSイングランドは、総合的な精神評価の枠組みに関するモジュールを含む、ジェンダーサービスのための正式な研修プログラムと能力枠組みを開発する必要がある[60]。
- ジェンダーサービスのための中心的な証拠とデータのリソースを確立し、地方と国の両方のサービス向けに特別に定義されたデータセットを構築する必要がある[60]。
- 17歳から25歳までを含むジェンダーサービスに関する継続的なデータ収集を管理するための国家インフラを整備する必要がある[60][61]。
- 最も有意義なデータと数値が収集されるように、統一された研究戦略を確立する必要がある[62]。
- こうした研究全体についての生きた系統的レビューを収集する必要がある[63]。
- 思春期前の治療については、理想的には可能な限り早期に治療されるべきであるが、別の経路を確立する必要がある[63]。
- 25歳以上の成人向けジェンダーサービスについても同様の変更を検討する必要がある[61]。
- NHSイングランドは、適切なデトランジションサービスが利用できるようにする必要があるが、デトランジション者が以前に受けていたケアサービスに再び関わりたくないかもしれないことも認識する必要がある[訳語疑問点][64]。
- DHSCとNHSイングランドは、NHSによる治療を求める患者からの将来の要請に民間医療が及ぼす影響を考慮すべきである[65]。
- DHSCは、民間処方箋を受け取る薬剤師の調剤責任を明確にし、外国で入手した処方箋を通じて入手した移行薬の調達を阻止するよう努めるべきである[65]。
- NHSはNHSジェンダーサービス患者からのデータ収集の要件を確立する必要がある[66]。